# Aristea galpinii
Aristea galpinii là một loài thực vật có hoa trong họ Diên vĩ. Loài này được N.E.Br. ex Weim. miêu tả khoa học đầu tiên năm 1940.